# 5567 Durisen
5567 Durisen è un asteroide della fascia principale del diametro medio di circa 31,64 km. Scoperto nel 1953, presenta un'orbita caratterizzata da un semiasse maggiore pari a 2,9421407 UA e da un'eccentricità di 0,2186727, inclinata di 16,16064° rispetto all'eclittica.